# Torre de Binixiquet
La torre de Binixiquet és una de les tantes torres medievals que ha quedat incorporada a les cases del predi, però aquesta sobresurt del conjunt i conserva en la seva part superior totes les mènsules que sostenien el parapet de la terrassa. En l'actualitat, la barana o parapet que havia de descansar en elles ocupa una posició retardada a la qual va tenir, deixant a les mènsules que la sostenien només com un objecte decoratiu. Les mènsules són de forma triangular i deixaven entre elles uns espais per on els defensors llançaven pedres i oli bullent sobre els atacants al peu de la torre. La resta dels accessoris defensius han desaparegut inclosos en l'edificació.

## Situació
Per a arribar a Binixiquet, cal prendre des de Maó a la carretera de Cala en Porter i en el km 7 al costat esquerre entrar en la urbanització de Binixíquer. Al final del vial principal es troba el predi i la torre.